# Братя Лимбург
Вижте пояснителната страница за други значения на Лимбург.
Братя Лимбург (на нидерландски: Gebroeders van Limburg) са трима известни брабантски миниатюристи от град Неймеген, работили в началото на XV век във Франция и Бургундия в стила на Международната готика. Най-важното им произведение е илюстрованият ръкопис Пребогатият часослов на херцог дьо Бери. 

## Биография
Тримата братя работят заедно и е трудно да се разграничи индивидуалният стил на всеки от тях. Техните имена са:
- Херман (ок. 1385 – 1416);
- Пол (ок. 1387 – 1416), известен също като Полеке и Полекен;
- Йохан (ок. 1388 – 1416), известен също като Йоханеке, Жакмен, Жилкен или Жеханекен.

Братя Лимбург са синове на дърворезбаря Арнолд де Лимбург и са родени в Неймеген. Майка им, Мехтелд Малвал, произлиза от заможно семейство на хералдически художници. Тримата имат още двама братя, Рютгер и Арнолд, и една сестра, Грета.
През 1398 г., след смъртта на баща им, майка им ги изпраща при брат си Жан Малуел (или Йохан Малуел, Jehan Maleuel в оригинални френски източници), най-важният художник за френските и бургундските дворове по това време. Херман и Йохан учат златарство в Париж. В края на 1399 г. решават да посетят Неймеген, но са пленени в Брюксел. Майка им няма възможност да плати откупа от 55 златни екю и неймегенската златарска гилдия започва да събира пари. Междувременно вуйчо им издейства от херцог Филип Смели да плати откупа и двамата са освободени през 1400 г.
От запазените документи е известно, че през февруари 1402 г. Пол и Йохан са наети от Филип II да работят 4 години върху илюстрирането на библия. Възможно е това да е „Bible Moralisée“, ранна работа на братя Лимбург, съхранявана във Френската национална библиотека. През 1404 г. Филип II умира още преди завършването на книгата, и тримата братя постъпват на служба при неговия брат херцог Жан дьо Бери. Жан дьо Бери е колекционер на произведения на изкуството и най-вече на книги. Първата задача на братята е да илюстрират часослов, станал известен като Прекрасният часослов на херцог дьо Бери и съхраняван днес в Клойстърс на Музея на изкуството „Метрополитън“ във Форт Трайон Парк. Книгата е завършена през 1409 г. за голямо задоволство на херцога, който им възлага още по-амбициозен проект за нов часослов. Така е поставено началото на Пребогатият часослов на херцог дьо Бери, който често е определяна като върха на средновековната миниатюра и е може би най-ценната книга в света. Тя се съхранява в Музей „Конде“ в Шантии, Франция.
Пол е в добри отношения с херцога и получава придворна позиция като личен придружител (чичо му Жан Малуел има същата позиция при херцога на Бургундия). Херцогът му подарява бижута и голяма къща в Бурж. Пол е привлечен от младо момиче, Жилет ла Мерсиер, но родителите ѝ не го одобряват. Херцогът затваря момичето и я освобождава само по заповед на краля. През 1411 г. Пол и Жилет все пак се женят, но бракът остава бездетен (момичето е на 12, съпругът ѝ на 24 г. по това време).
През първата половина на 1416 г. Жан дьо Бери и тримата братя Лимбург, всички на по-малко от 30 години, умират, вероятно от чума, оставяйки Пребогатия часослов недовършен. Неидентифициран художник (вероятно Бартелеми ван Ейк) работи върху известните календарни миниатюри през 1440 г., когато книгата очевидно е притежание на Рене I Анжуйски, а през 1485 г. Жан Коломб завършва работата за Савойския дом.
Работата на братя Лимбург, тъй като е почти недостъпна, е забравена до 19 век. Въпреки това те дават пример за следващите поколения художници, които надхвърлят миниатюрната живопис. Те работят в северноевропейска традиция, но показват влияния от италианските модели. Сред собствените им източници на художествено вдъхновение е работата на Майстора на брюкселските инициали.